# Eleição para prefeito de Indianapolis em 2007
A eleição para prefeito da cidade americana de Indianapolis em 2007 foi realizada em 6 de novembro de 2007. Os eleitores de Indianápolis elegeram o seu prefeito,também foram escolhidos os representantes dos Conselhos.O democrata Bart Peterson estava buscando um terceiro mandato.Mas foi derrotado pelo candidato Republicano Greg Ballard.No que foi chamado de "a maior virada da história política de Indiana".
As eleições do condado de Indianapolis aconteceram juntamente com a eleição para prefeito.
| Eleição para prefeito de Indianapolis em 2007 | Eleição para prefeito de Indianapolis em 2007 | Eleição para prefeito de Indianapolis em 2007 | Eleição para prefeito de Indianapolis em 2007 | Eleição para prefeito de Indianapolis em 2007 | Eleição para prefeito de Indianapolis em 2007 | Eleição para prefeito de Indianapolis em 2007 |
| Partido                                       | Partido                                       | Candidato                                     | Candidato                                     | Votos                                         | %                                             | ±%                                            |
| --------------------------------------------- | --------------------------------------------- | --------------------------------------------- | --------------------------------------------- | --------------------------------------------- | --------------------------------------------- | --------------------------------------------- |
|                                               | Partido Republicano                           |                                               | Greg Ballard                                  | 83.238                                        | 50,4                                          |                                               |
|                                               | Partido Democrata                             |                                               | Bart Peterson                                 | 77.926                                        | 47,2                                          |                                               |
|                                               | Partido Libertário                            |                                               | Fred Peterson                                 | 3.787                                         | 2,3                                           |                                               |